# Republika Bouillonu
Republika Bouillonu − państwo, istniejące na terenie obecnej Belgii od 1794 do 1795 roku w okresie wojen napoleońskich i zależne od państwa francuskiego. Państwo powstało z ziem istniejącego wcześniej Księstwa Bouillonu a w następnym roku zostało anektowane przez Francję.